# Eugenia consolatae
Eugenia consolatae là một loài thực vật có hoa trong Họ Đào kim nương. Loài này được Chiov. mô tả khoa học đầu tiên năm 1935.